# دونالد فير
دونالد فير (بالإنجليزية: Donald Fehr)‏ هو نقابي أمريكي، ولد في 18 يوليو 1948 في ماريون في الولايات المتحدة.